# Piper pseudomollicomum
Piper pseudomollicomum är en pepparväxtart som beskrevs av C. Dc.. Piper pseudomollicomum ingår i släktet Piper och familjen pepparväxter. Utöver nominatformen finns också underarten P. p. dichotomum.